# 1999年の宝塚歌劇公演一覧
本項目では、1999年の宝塚歌劇公演一覧（1999ねんのたからづかかげきこうえんいちらん）について示す。

## 宝塚大劇場公演
（）内は、作者または演出者名。参考資料は90年史。

### 花組
- 1月1日 - 2月7日
  - 『夜明けの序曲』（植田紳爾　作・監修、酒井澄夫・三木章雄　演出）

### 星組
- 2月19日 - 3月29日
  - 『WEST SIDE STORY』（アラン・ジョンソン・ケビン・バクストローム　演出、アラン・ジョンソン　振付、正塚晴彦　演出補、ケビン・バクストローム　振付補）

### 雪組
- 4月2日 - 5月10日
  - 『再会』（石田昌也）
  - 『ノバ・ボサ・ノバ』（鴨川清作　作、草野旦　構成・演出）

### 月組
- 5月14日 - 6月21日
  - 『螺旋のオルフェ』（荻田浩一）
  - 『ノバ・ボサ・ノバ』（鴨川清作　作、草野旦　構成・演出）

### 宙組
- 6月25日 - 8月9日
  - 『激情』（柴田侑宏　脚本、謝珠栄　演出・振付）
  - 『ザ・レビュー'99』（岡田敬二　構成・演出）

### 花組
- 8月13日 - 9月27日
  - 『タンゴ・アルゼンチーノ』（小池修一郎）
  - 『ザ・レビュー'99』（岡田敬二　構成・演出）

### 星組
- 10月1日 - 11月8日
  - 『我が愛は山の彼方に』（植田紳爾　脚本・監修、谷正純　演出）
  - 『グレート・センチュリー』（三木章雄）

### 雪組
- 11月12日 - 12月20日
  - 『バッカスと呼ばれた男』（谷正純）
  - 『華麗なる千拍子'99』（酒井澄夫　監修、中村一徳　構成・演出）

## TAKARAZUKA1000days劇場公演
（）内は、作者または演出者名。参考資料は90年史。

### 月組
- 1月2日 - 2月7日
  - 『黒い瞳』（柴田侑宏　脚本、謝珠栄　演出・振付）
  - 『ル・ボレロ・ルージュ』（三木章雄）

### 宙組
- 2月12日 - 3月29日
  - 『エリザベート』（小池修一郎　潤色・演出）

### 花組
- 4月3日 - 5月10日
  - 『夜明けの序曲』（植田紳爾　作・監修、酒井澄夫・三木章雄　演出）

### 星組
- 5月15日 - 6月27日
  - 『WEST SIDE STORY』（アラン・ジョンソン・ケビン・バクストローム　演出、アラン・ジョンソン　振付、正塚晴彦　演出補、ケビン・バクストローム　振付補）

### 雪組
- 7月2日 - 8月15日
  - 『再会』（石田昌也）
  - 『ノバ・ボサ・ノバ』（鴨川清作　作、草野旦　構成・演出）

### 月組
- 8月20日 - 9月27日
  - 『螺旋のオルフェ』（荻田浩一）
  - 『ノバ・ボサ・ノバ』（鴨川清作　作、草野旦　構成・演出）

### 宙組
- 10月2日 - 11月14日
  - 『激情』（柴田侑宏　脚本、謝珠栄　演出・振付）
  - 『ザ・レビュー'99』（岡田敬二　構成・演出）

### 花組
- 11月19日 - 12月26日
  - 『タンゴ・アルゼンチーノ』（小池修一郎　脚本・演出）
  - 『ザ・レビュー'99』（岡田敬二　構成・演出）

## 宝塚バウホール公演
（）内は、作者または演出者名。参考資料は90年史。

### 花組
- 3月4日 - 3月14日
  - 『冬物語』（酒井澄夫　監修、児玉明子　脚本・演出）

### 月組
- 3月20日 - 4月4日
  - 『から騒ぎ』（酒井澄夫　監修、藤井大介　脚本・演出）

### 雪組
- 6月10日 - 6月13日
  - 『The Wonder Three』（太田哲則　構成・演出）

### 花組
- 6月19日 - 7月4日
  - 『ロミオとジュリエット'99』（植田景子　脚本・演出）

### 月組
- 7月17日 - 7月27日
  - 『十二夜』（木村信司　脚本・演出）

### 星組
- 8月7日 - 8月22日
  - 『夢・シェイクスピア』（中村暁　脚本・演出）

### 宙組
- 9月4日 - 9月12日
  - 『TEMPEST』（酒井澄夫　監修、齋藤吉正　脚本・演出）

### 雪組
- 9月18日 - 10月3日
  - 『SAY IT AGAIN』（正塚晴彦　脚本・演出）

### 専科
- 10月8日 - 10月10日
  - 『第二回松本悠里リサイタル』（植田紳爾　構成・演出）

### 星組
- 12月4日 - 12月12日
  - 『エビファニー』（大野拓史　脚本・演出）

## その他の日本公演
（）内は、作者または演出者名。参考資料は90年史。

### 雪組・特別
- 1月28日 - 2月9日　東京・日本青年館
  - 『心中・恋の大和路』（菅沼潤　脚本・演出、谷正純　演出）

### 雪組
- 2月2日 - 2月21日　名古屋・中日劇場
  - 『浅茅が宿』（酒井澄夫）
  - 『ラヴィール』（中村一徳）

### 月組
- 3月18日 - 4月4日　大分、佐賀、小倉、徳山、広島、静岡、川口、市川
  - 『うたかたの恋』（柴田侑宏　脚本・演出）
  - 『ミリオン・ドリームズ』（三木章雄）

### 宙組
- 4月29日 - 5月16日　彦根、福岡、広島、浜松、福井、富山
  - 『エクスカリバー』（小池修一郎）
  - 『シトラスの風』（岡田敬二）

### 宙組・特別
- 5月2日 - 5月12日　大阪・シアター・ドラマシティ
  - 『Crossroad』（正塚晴彦）

- 9月5日 - 9月12日　東京・日本青年館
  - 『Crossroad』（正塚晴彦）

### 花組・特別
- 6月12日 - 6月13日　愛知厚生年金会館
  - 『Endless Love』（児玉明子）

- 6月25日 - 6月30日　東京・日本青年館
  - 『Endless Love』（児玉明子）

### 月組・特別
- 7月18日　神戸国際会館こくさいホール
  - 『ブエノスアイレスの風』（正塚晴彦）

- 7月22日 - 7月29日　東京・日本青年館
  - 『ブエノスアイレスの風』（正塚晴彦）

### 星組
- 8月5日 - 8月25日　博多座
  - 『我が愛は山の彼方に』（植田紳爾　脚本・監修、谷正純　演出）
  - 『グレート・センチュリー』（三木章雄）

### 雪組・特別
- 9月23日 - 9月28日　東京・日本青年館
  - 『ICARUS』（植田景子）

- 10月1日 - 10月2日　愛知厚生年金会館
  - 『ICARUS』（植田景子）

### 専科
- 10月8日 - 10月10日
  - 『第二回松本悠里リサイタル』（植田紳爾）

### 月組
- 11月27日 - 12月19日　仙台、八戸、盛岡、秋田、湯沢、山形、宇都宮、新潟、長野、松本、相模大野、市川
  - 『うたかたの恋』（柴田侑宏　脚本・演出）
  - 『ブラボー!タカラヅカ』（三木章雄）

### 星組・特別
- 12月1日 - 12月8日　東京・日本青年館
  - 『夢・シェイクスピア』（中村暁　脚本・演出）

### 月組
- 12月18日 - 12月28日　大阪・シアタードラマシティ
  - 『プロヴァンスの碧い空』（太田哲則）

## 中国北京・上海公演
公演日と公演地、演目、参加生徒の出典は90年史p.104。
- 中華人民共和国建国50周年と日中文化交流協定締結20周年を記念した公演[6]。
- 上海公演では第1回上海国際芸術祭に参加[6]。

公演日と公演地
- 10月28日 - 10月31日　北京・世紀劇院
- 11月6日 - 11月9日　上海・大劇院

演目
- ジャパン・ファンタジー『夢幻花絵巻』11場　（植田紳爾　作・演出）
- グランド・レビュー『ブラボー!タカラヅカ』24場  （三木章雄　作・演出）

参加生徒（月組）
- 立ともみ
- 梨花ますみ
- 夏河ゆら
- 真琴つばさ
- 光樹すばる
- 真山菜瑠
- 紫吹淳
- 美原志帆
- 卯城薫
- 初風緑

- 嘉月絵理
- 那津乃咲
- 名城あおい
- 鈴奈美央
- 穂波亜莉亜
- 水島あおい
- 北嶋麻実
- 汐美真帆
- 千紘れいか
- 華路ゆうき

- 大空祐飛
- 檀れい
- 大樹槙
- 越乃リュウ
- 北原里麻
- 茜みつ希
- 有香潤
- 風帆優里
- 霧矢大夢
- あゆら華央

- 花暢しおり
- 麻真もゆ
- 大和悠河
- 花瀬みずか
- 瀧川末子
- 西條三恵
- 楠恵華
- 叶千佳
- 湖泉きらら
- 眞宮由紀

## 催し物
参考資料は90年史。

### 逸翁デー -タカラヅカ・ホームカミング-
- 1月25日　宝塚大劇場／TAKARAZUKA1000days劇場

### 『ノバ・ボサ・ノバ』前夜祭
- 3月23日　宝塚大劇場
- 構成・演出：草野旦

### '99TCAスペシャル
- 5月28日 - 5月29日　宝塚大劇場／TAKARAZUKA1000days劇場
  - 宝塚・東京衛星二元中継 宝塚歌劇85周年記念『ハロー!ワンダフル・タイム』（総指揮：岡田敬二）

### 『モン・パリ』誕生記念日特別追加公演
- 9月2日　宝塚大劇場
  - 『レビュー記念日』（構成・演出：岡田敬二）

### 宝塚舞踊会
- 10月15日　宝塚大劇場
  - 宝塚歌劇85周年記念『第四十回記念公演　宝塚舞踊会』（監修：花柳壽輔・藤間勘右衛門）

### 宝塚狂言の会
- 10月23日 - 10月24日　宝塚バウホール
  - 宝塚歌劇85周年記念『第三回宝塚狂言の会』〜茂山忠三郎レッスン発表会〜（狂言指導：茂山忠三郎）

### 『華麗なる千拍子'99』前夜祭
- 11月4日　宝塚大劇場
- 構成・演出：中村一徳

### レビュースペシャル'99
- 12月23日 - 12月25日　宝塚大劇場
  - 『レビュースペシャル'99』（構成・演出(第1部）：中村一徳、構成・演出(第2部)：谷正純）